# Elettra (Grétry)
Elettra (Électre) è un'opera lirica in tre atti di André Grétry su libretto di Jean-Charles Thilorier, che si ispirò alla tragedia omonima di Euripide.
Composta nel 1782, non fu mai messa in scena. Appartiene al genere della tragédie lyrique.